# A fehér tigris (kisregény)

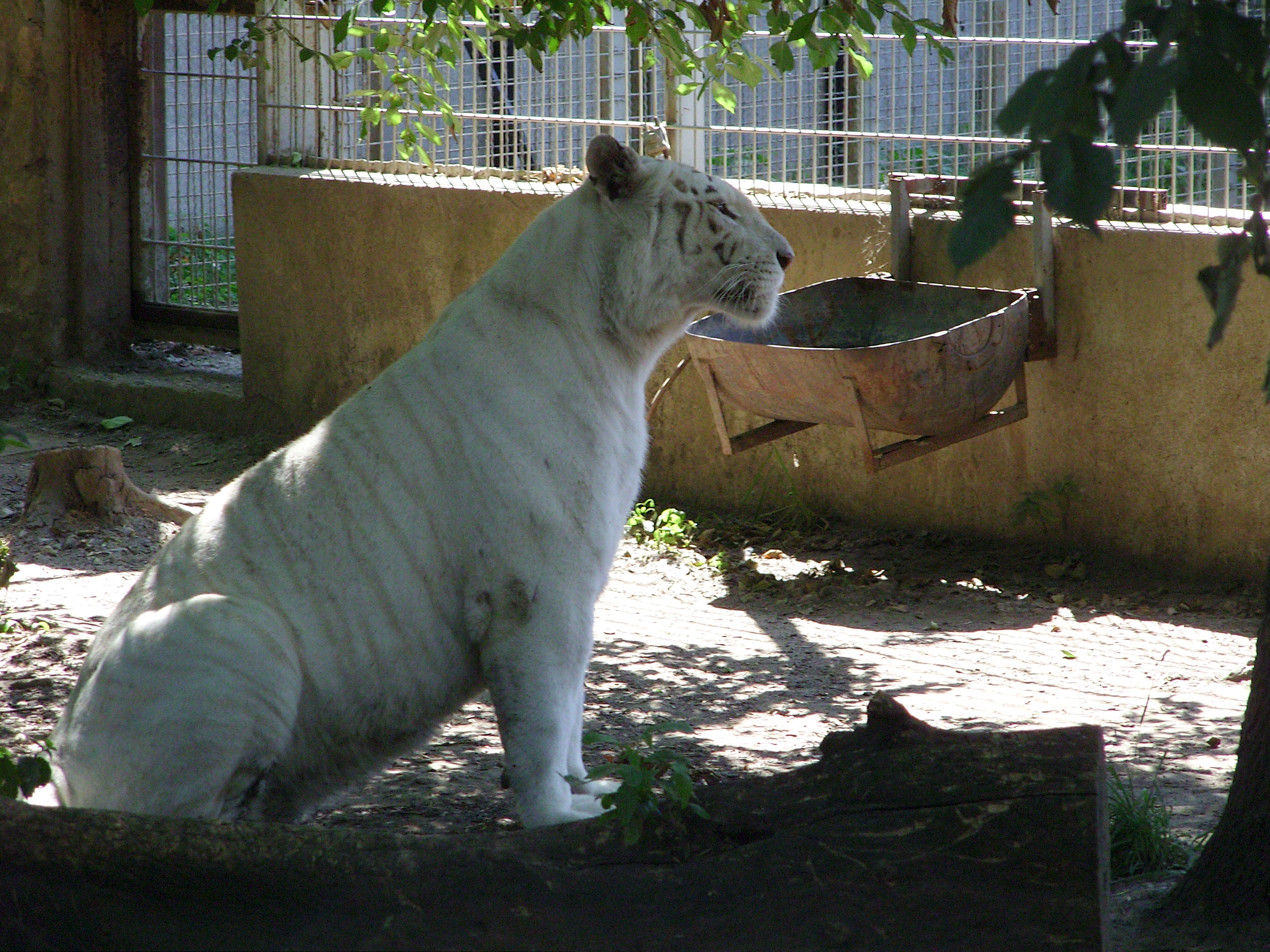
Egy fehér tigris a nyíregyházi állatparkban

A fehér tigris (1971) Lázár Ervin egyetlen regénye, melyből egy fiatal hivatalnok szokatlan életét ismerhetjük meg. A történet egy kisvárosban és teljesen hétköznapinak indul, de a főhős mellett váratlanul megjelenik egy különös fehér tigris. Makos Gábor élete gyökeresen megváltozik, amikor kiderül: ez a tigris természetfeletti tulajdonságokkal rendelkezik. Gábor emiatt komoly veszélybe sodródik, a fehér tigris azonban többé nem tágít mellőle. A regény éveken át kíséri figyelemmel, hogyan alakul Makos Gábor viszonya a városlakókhoz és a tigrishez, a hatalomhoz és a nőkhöz.

## A történet

### Különös ebédszünet
Nagy riadalom támad a kisvárosi kávéházban, amikor megjelenik Makos Gábor, hogy szokásos ebédjét elfogyassza.
...a kávéházban tartózkodók egybehangzó állítása szerint a fiatalember után aznap egy hófehér szőrű tigris surrant be az ajtón. A kávéház megdermedt, megszűnt a barátságos zsongás, csak a kávéfőzőgép sistergett egyre élesebben, mert a fehér bóbitás lány ijedtében elengedte a tompa fényű, fekete karokat. Makos Gábor mit sem sejtve indult megszokott helye felé, de a hirtelen felzengő csend meglepte, gyors mozdulattal hátrafordult. Eltorzult az arca, bénultan állt a kávéház közepén.
A férfit a vendéglátó helyről egy páncélkocsival kísérik haza, a városban eközben nagy a készültség, s ekkor dörren el az első lövés. Azonban kiderül, a hófehér szőrű tigrist nem fogja a golyó. Ezen Gábor is felettébb meglepődik, de mostantól sajátjának mondja a tigrist. Albérletébe érve azonban nem marad nyugta, hamarosan megjelenik egy főhadnagy és közli a városi vezetőség döntését: Gábor szobáját körberácsozzák.

### A pártfogók
Az albérletébe másnap reggel ismét betér a főhadnagy. A fiatalemberben tudatosul, hogy ő nem szabad ember többé, ugyanis csak a tigris nélkül hagyhatná el a lakást, de a fehér tigris bizony mindig a nyomában van. A különös esetnek a városon túl is híre kél és újságírók érkeznek. Mivel a tigris nem látható a fényképeken, végül egy hír sem jelenik meg a lapokban.
Pár nap múlva Makos hivatalosan is fogoly, leveleit visszatartják és elolvassák.
Gábor egyik napon kiszabadul, mikor a tigris természetfeletti erejével szétfeszíti a rácsot. Bemegy a városba, ahol viszont katonák támadnak rá és megsérül. Azonban az egyenruhások nem mernek a tigrissel szembeszállni, így a fiatalember elmenekülhet. A sebesültre menyasszonya, Szolga Erzsébet talál rá, akit Gábor szobaszomszédja, Adrien értesített a férfi kilátástalan helyzetéről, miután őket kilakoltatták édesanyjával együtt a házból. Erzsébet a férfi otthonában ápolja a sebesültet, majd maga megy Gábor ügyében a rendőrségre. A városvezetés döntése ügyükben egy napon belül megszületik, a tigrises pár egy erdészházba költözik.

### Új élet
Az erdei lak idilljében Gábor és Erzsébet boldogságát azonban hamar beárnyékolja a férfi nyugtalansága és egy új titka. Erzsébet hamarosan megismerkedik Bácski Ferenc fővadásszal, és feleségének segít a szülésnél. A fiatal párt Bácskiék a kislány keresztszüleivé választják, s Gábor gyakran elkíséri Ferencet erdei útjaira. Egyszer látogatóba is elmegy hozzájuk Erzsébettel. A történet szerint Makos a vendégségben kezdetben igen jól érzi magát, mégis valami megzavarja nyugalmát:
Belevillant, hogy a tigris felugrik, és szétcsap a gyerekek között. Látta maga előtt a sarlós karmokkal tűzdelt, csapkodó mancsot, a szőr fehér, fluoreszkáló villanásait és az összekaszabolt gyerektesteket. Fölugrott, szíve szinte hallhatóan dörömbölt mellkasában, nyakán megduzzadtak az erek. A tigris nyugodtan feküdt, pedig már szinte elborították a simogató kezek. A szeme is barnának tűnt, barátságosan emelte tekintetét gazdájára, de Makos Gábor nem nyugodott meg.
Talán a fenti eset emléke is közrejátszik abban, hogy újabban Gábor egyre inkább visszahúzódik. Megint egyre nehezebben kel fel reggelente, étvágytalanná válik, az otthon töltött napokat végigfekszi, még a nehezebb, ház körüli munkákban sem segít Szolga Erzsébetnek. Amikor azonban a fiatalasszonynak Szabarpusztán védőnői állást ajánlanak fel, s Gábornak újra visszatér az életkedve, megint örömmel kíséri el Bácski fővadászt erdei útjaira.
Bácski azt a feladatot kapta, hogy szoktasson egy kapitális kant valamelyik magasleshez, mert a Főnök szeretne disznót lőni. S a Főnök - a város teljhatalmú ura - kívánsága szent volt... 
 A Főnök azonban sohasem lőtte meg a házsártos öregurat. Makos Gábor miatt. Mert az utolsó lesen, amikor a vén kan evés közben éppen mereven figyelt, Makos Gábor fölpattant a magaslesen, és artikulátlan hangon - mintha sebet ejtettek volna rajta - felüvöltött. A disznó három ugrással eltűnt a fák között, Bácski pedig egy kicsit ijedten, majdnemhogy tiszteletteljes ámulattal nézett a fiúra, s csak jó hosszú idő után mondta: 
 - Tönkretett. Tudja, hogy tönkretett engem...
Makos az erdei esemény miatt lelki-furdalást érez, s egy régi, érthetetlen szokása kiújul. Erzsébet félni kezd, eleinte a tigristől, majd magától Gábortól, de keményen elutasítja Káptalan főhadnagy ajánlatát. Jelentős hangulatváltozást az okoz Makosnál, mikor megtudja, hogy a fővadászt elbocsátották, és két héten belül el kell hagynia szolgálati lakását is. Gábor hosszú idő után most mosolyog először,  gúnyosan elfintorodik. Gyorsan dönt: személyesen bemegy a városba, hogy a teljhatalmú úrral, a Főnökkel visszavonassa a határozatot.

### Újra a városban

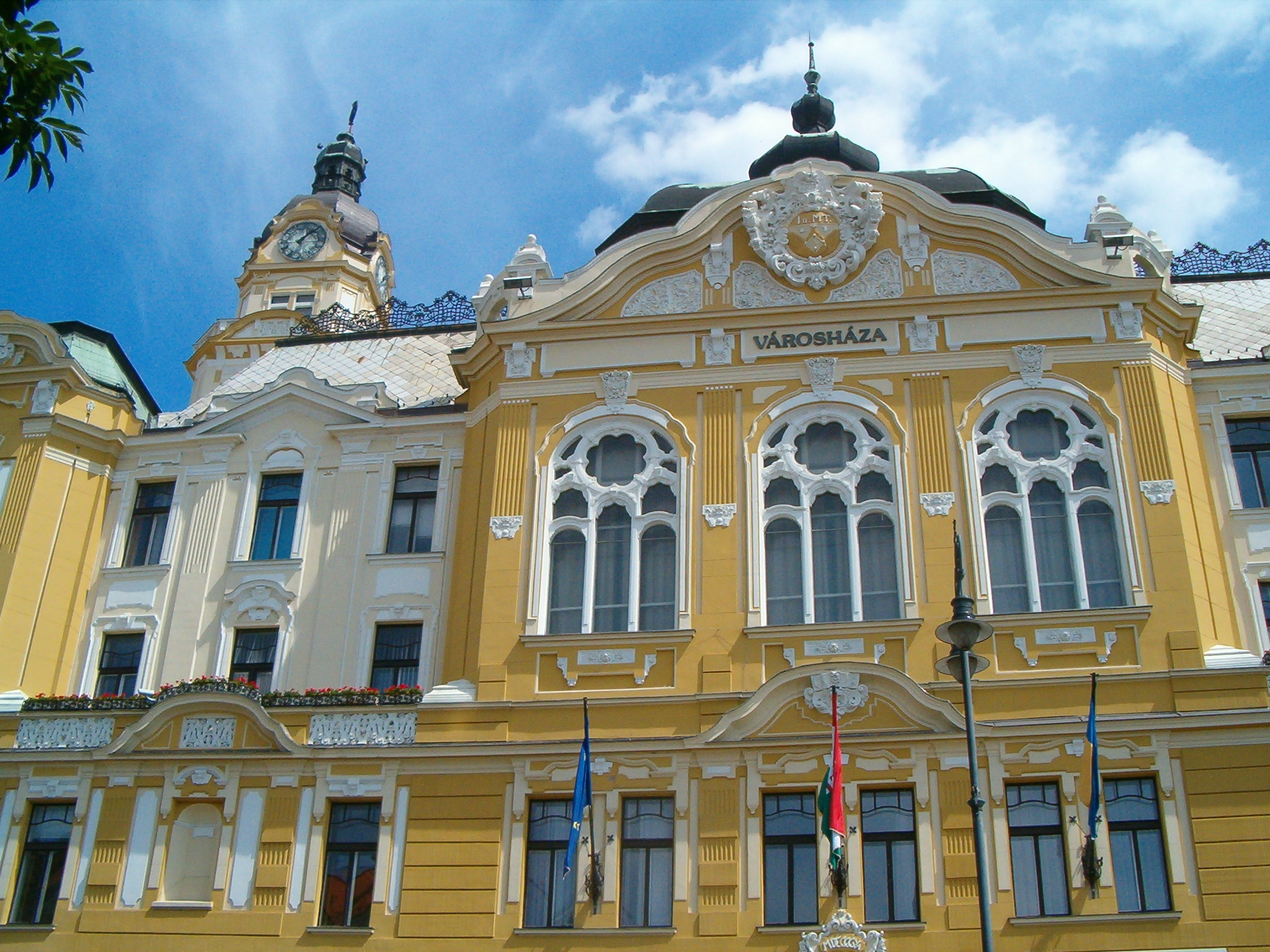
A városháza épülete.

Az egyik napon egy öregasszony keresi fel Makos Gábort. A fia ügyében kéri a férfi segítségét, akit a Főnök fogva tart és kínoztat. Makos határozottan és durván lép fel Lestyán Sándor ügyében, és eléri, hogy a család újra együtt lehessen, Lestyán kiszabadul. Hamarosan azonban kiderül, a Főnök támadásra készül. S miután sorban tagadják meg a parancsot a mozgósított katonák, időközben a városlakók a Főnököt is el tudják fogni, és fogva tartják a városházán.
Makos Gábort felkérik, hogy ő legyen a város új vezetője, de ő elutasítja azt, mondván, keressenek nála alkalmasabb jelöltet. Így a bánya volt mérnökét, Lestyán Sándort választják meg elnöknek. Gábor régi munkahelyére tér vissza és ott elfogadja a felkínált vezetői beosztást. Erzsébettel visszaköltözik az Attila utcai házba, hol korábban albérlőként élt. De az új élethelyzetben nem találja helyét.
Makos Gábor gyakorta nem tudott aludni éjjel, holdkórosként bóklászott fel-alá a szobákban, a tigris kísértetként követte. Szolga Erzsébet aggódó kérdéseire nem válaszolt... Gábornak kedvenc tartózkodási helye lett a játszótér... A szülők azonban nem jó szemmel nézték a tigrissel való játszadozást. Féltek. S Makos Gábor szomorúan látta, hogy megjelenése után mintegy varázsszóra kiürülnek a játszóterek, a gyerekek eloldalognak. Ilyenkor mérhetetlen szeretet ébredt benne tigrise iránt, úgy érezte, az állat legalább annyira megbántódott, mint ő.

### Üldözés

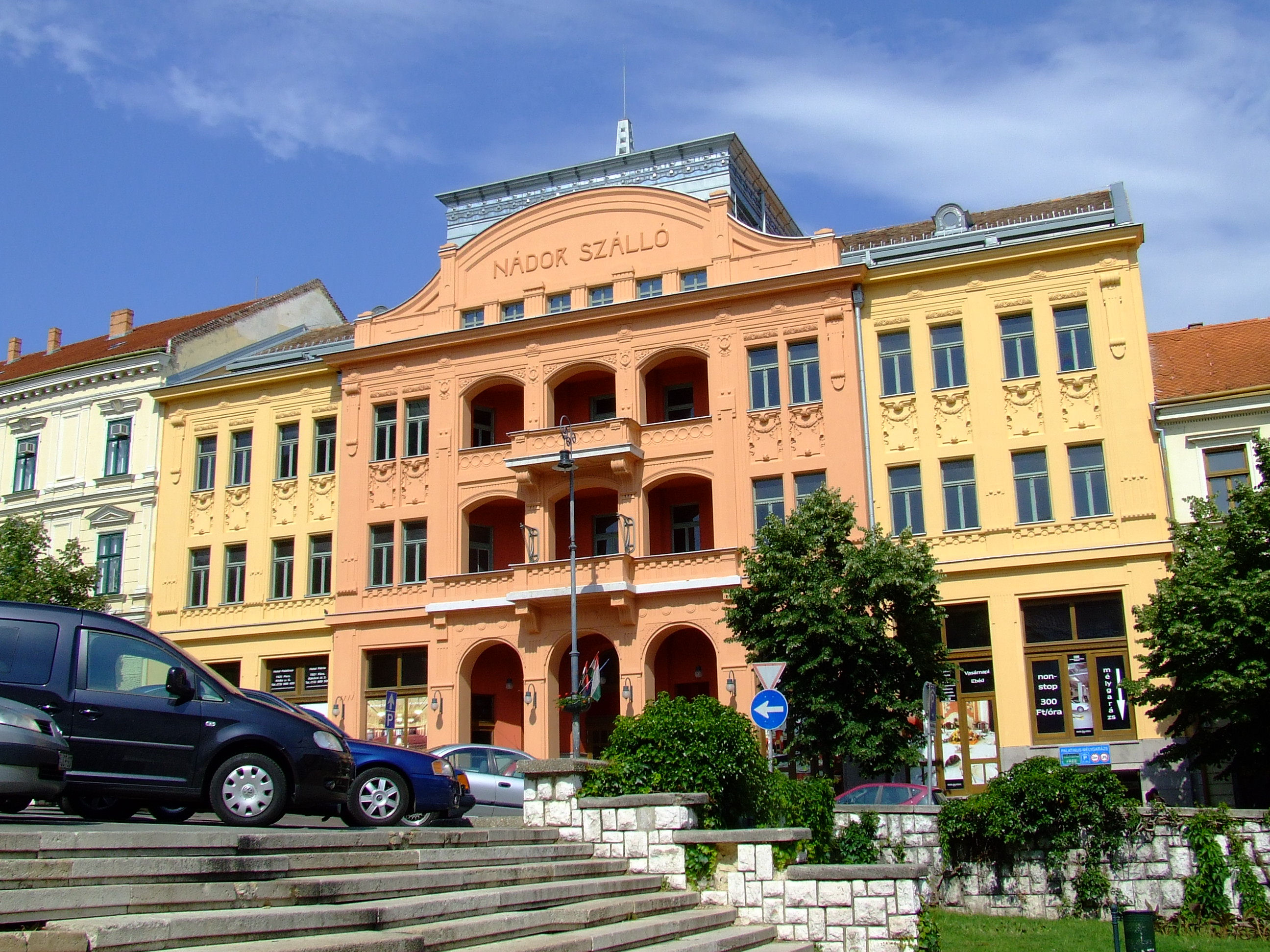
Nádor Szálló - A fehér tigris Sárkánya.

Egy napon azonban - Káptalan szomorúságát látva - felül kerekedik Makoson a tettvágy. A főhadnagyot mostanában bocsátották el, mert a Főnök emberének tartják. Gábor - Káptalan határozott és megalapozott kérése ellenére - kikényszeríti az új városvezetőből, Lestányból, hogy parancsnokként vegyék vissza a testületbe pártfogoltját. Káptalan ezek után teljességgel elkeseredik, amin Gábor viszont gúnyolódni kezd és úgy dönt, meg kell ünnepelni a kinevezést. Feleségét is elrángatja inni a Sárkányba.
Másnap este Erzsébet eltűnik, de a tigris, ami egyre gyengébb és egyre kevésbé fehér, elvezeti hozzá Makost. A fiatalasszonynak Gábor korábbi főbérlője és lánya, Adrien ad menedéket és az öreg ezredesné nem engedi, hogy Makos Gábor elvigye Erzsébetet. Végül a félszeg Adrien engedelmesen követi a férfit Erzsébet helyett.
Hajnaltájt arra ébredt Makos Gábor, hogy Adrien vinnyogva sír mellette. 
 - Mi az, mi bajod? - könyökölt fel. 
 - Mocskos vagy. Mindent mocskossá teszel, amihez hozzáérsz - hüppögte, és kiugrott az ágyból. 
 Makos Gábor finom súrlódó zajokból hallotta, hogy öltözik. Felkattintotta a villanyt. 
 - Feküdj vissza. 
 Parancsolónak szánta a hangját, de a lógó harisnyában, kombinéját maga elé kapó lány annyira szánalmas volt, hogy megszelídült tőle. 
 Adrien tovább kapkodta magára a ruhákat. Makos Gábor undort érzett.
Délben Makos közli Káptalannal, hogy kéri magának Lestyán házát, s a főhadnagyot komornyiknak. Ellentmondást nem tűrő hangon kijelenti, hogy feleségét délután ötre hozza haza a rendőrség, mert másnap költözni fognak Lestyán házába. Reggel megjelenik a teherautó, de Erzsébet még mindig sehol. Gábor később hívatja Káptalant, de nem hiszi el, hogy nem tudja, hol van a felesége. Ezért újra elmegy Adrienhez, az ezredesné lakására. Feldúlja otthonukat, bántalmazza őket, míg egyszer csak Adrien azt mondja, hogy Káptalan elvitte innen Erzsébetet. Makos a tigrissel vallatni kezdi a volt főhadnagyot, de nem tudja meg, hol van a fiatalasszony. A férfit új háza pincéjébe záratja.
Makos Gábor ebben az időben sokat járt el a városba... Aztán néhány, mindenre elszánt fickó megvárta őt a Sárkányban. Félelmüket legyőzte az ingyen ivás lehetősége... Társaságához nők is csapódtak, nem különbek, mint a „barátok”... Esténként nagy orgiákat rendeztek Makos Gábor házában. A rémüldöző város kezdett felocsúdni, megszokták Makos Gábor jelenlétét, s hogy szokásokat vett fel, most már szokásaihoz igazodtak. Még hálát is éreztek a vagányok és kurvák iránt. De akkor a tigrises férfinak új kedvtelése támadt...
Gábor azután beleunt mindebbe, s hosszú idő után újra felhozatta a pincéből az elkínzott Káptalant. Kettejük szóváltásából kiderül, hogy Makos el akar költözni és új életet akar kezdeni Erzsébettel, de azt is megtudjuk, hogy Káptalan szereti Erzsébetet és élete árán is kész őt megvédeni. Gábor feldühödik és ráuszítja a tigrist, de Káptalan egy székkel az időközben teljesen elszürkült, megfeketedett állat felé csap, s az többet nem támad a férfira.
Órákba telt, míg az emberek megértették, mi történt. Felbolydult a város, a férfiak felfegyverkeztek, üldöző csoportok alakultak. A vagányokat összefogdosták, és teketória nélkül akasztották az első fára. De legjobban Makos Gáborra fájt a foguk. Az erdő hangos lett az üldözők és kutyáik lármájától.

## Fehér tigrisek a valóságban

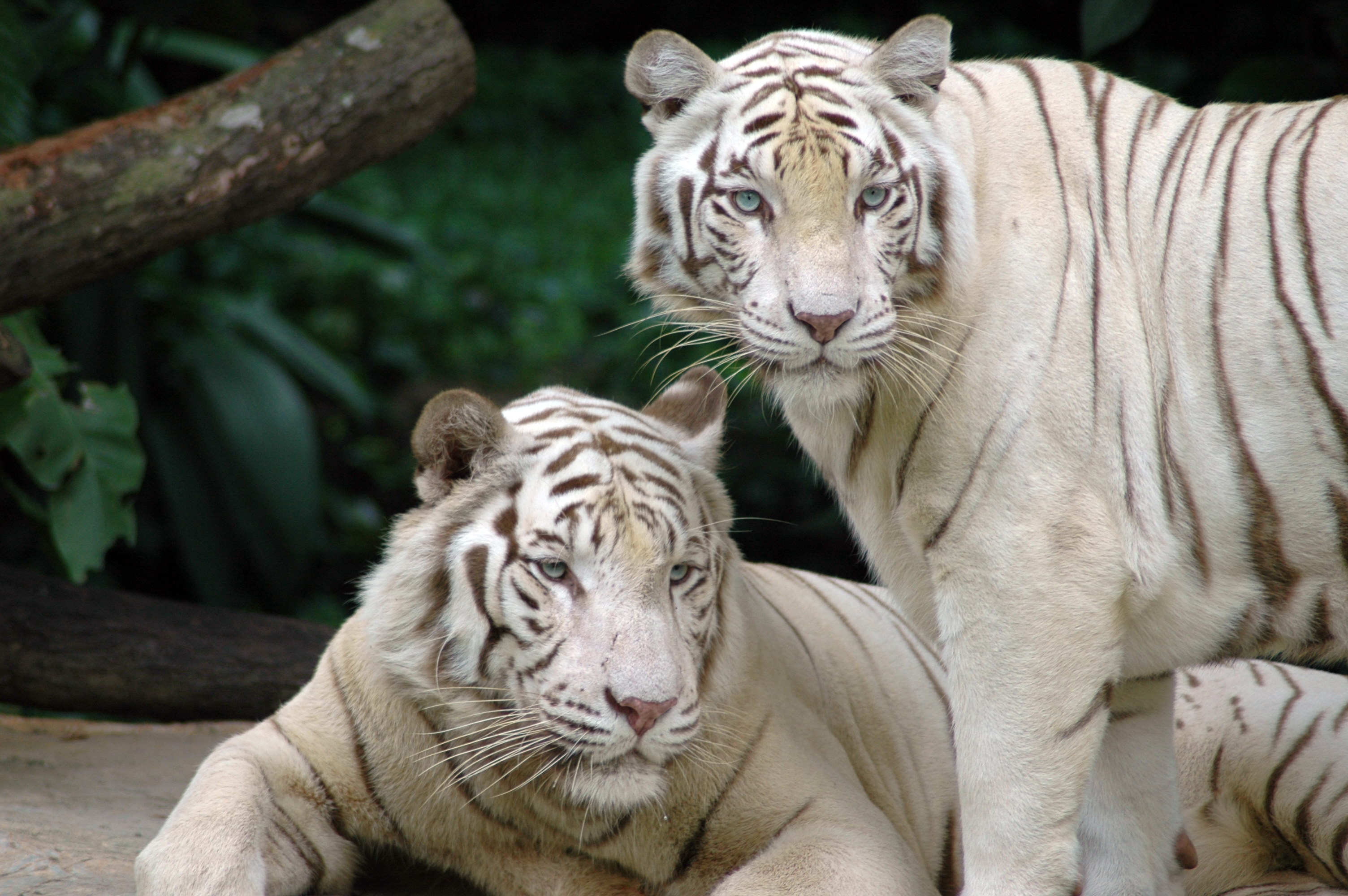
Fehér tigrisek a szingapúri állatkertben

A bengáli tigris fehér színváltozata Délkelet-Ázsiában él. Az ún. fehér tigriseknek India középső és déli része ad még otthont. Lázár Ervin regényének tigrise a történet egyetlen csodás eleme, melyet odavetett félmondatokkal jellemez. „Nincs rajta semmi különös. Fehér. Ennyi az egész.”Úgy viselkedik, mintha kutya lenne, máskor azonban már szinte szimbolikus, sőt ijesztő, természetfeletti lény, ami gazdája lelkiállapotának rezdüléseivel összhangban változik:
„Fehér szőre fluoreszkált a holdfényben, szeme világított, mint a szentjánosbogár. Olyan volt, mint egy fantom.” Megint máskor „a szeme barnának tűnt”.

## A regény szereplői
- Makos Gábor - a tigrises ember
- Szolga Erzsébet - Gábor menyasszonya, védőnő
- Káptalan János főhadnagy - Gábor ügyéért felelős tiszt
- Bácski Ferenc fővadász - Erzsébet pártfogója
- az ezredesné -  öregasszony, Gábor főbérlője, lakástulajdonos
- Adrien - az ezredesné lánya
- Főnök - a város teljhatalmú ura
- Lestyán Sándor - mérnök ill. városvezető

### Mellékszereplők
Bácski Karola és gyermekei, kávéházi vendégek, bámészkodók, újságírók, katonák, Kárpáti, Kelecsényi őrnagy, kénbányászok, öregember, Fartus Ilona, Péter

## A fehér tigris helyszínei
A kisregényben szereplő helyszínek fiktív, ill. meg nem nevezett utcák, terek és települések. Egy kutatás szerint azonban elsősorban Pécs városa ihlette meg az írót.
- Kisváros, kávéház, Attila utcai albérlet, tér, városháza
- Erdészház és a fővadász háza, Északi-hegység, Szabarpuszta.

Tüskés Tibor irodalomtörténész Lázár Ervinről így ír: Első – és eddig egyetlen – regénye, A fehér tigris (1971) át meg át van szőve pécsi motívumokkal. A regénybeli tér – mintha a Széchenyi tér lenne… A Sárkány szálloda és a kávéház pedig – a Nádor. Maga az író 2000-ben így nyilatkozott a városról: „nagyon szerettem Pécset, ahol akkor pezsgő irodalmi élet folyt. Mi, bohém természetű írófélék a Nádor Kávéházba jártunk”

## Kritika
A fehér tigris regény a hatalomról, az erkölcsről, a félelemről, az egyén buktatóiról, választásairól, szabadságáról. Bonyolult és többrétegű parabolisztikus történet meseszerű elemekkel.
„(…) elgondolkodtató, hogyan adhatták ki ezt a regényt 1971-ben? (…) Szinte elképzelhetetlen, hogy a mű emblematikus utalásai ne tűntek volna fel senkinek az ÁVÓ-ról, ötvenhatról, Snagovról, Nagy Imréről.” 

## Külső hivatkozások
- A fehér tigris a Magyar Elektronikus Könyvtár oldalán
- Doktori disszertáció , Gecsey Sándorné Papp Katalin (2009.)
- A Petőfi Irodalmi Múzeum szakirodalma Lázár Ervin munkásságáról